# 王卞
王卞（9世纪—？），唐朝武将。光启元年（885年）以左神策四军军使出镇振武军。约文德元年（888年）卸任。
《太平广记》卷五百引《玉堂闲话》载，王卞在任上举行宴会，奏乐舞蹈后下令摔跤比赛。有一邻州来的高个子屡战屡胜，王卞觉得他健壮，选了三个人去比试，也都输了。但席上有一个秀才却坚持挑战，自称能赢。王卞答应后，比试时，高个子打量秀才自称一指头就能赢，但秀才迅速展开左手后，高个子却晕倒了。王卞问缘故，秀才说自己曾见过高个子，知道他只要见到大酱就晕倒，所以事先用左手握了大酱。